# Songs I Wish I Had Sung the First Time Around
Songs I Wish I Had Sung the First Time Around è un album in studio del cantante e attore statunitense Bing Crosby, pubblicato nel 1956.

## Tracce
Side 1
1. April Showers (with Jud Conlon's Rhythmaires) – 2:48 (Louis Silvers, B. G. De Sylva)
2. When My Baby Smiles at Me – 3:11 (Bill Munro, Andrew B. Sterling, Ted Lewis)
3. My Blue Heaven (with Jud Conlon's Rhythmaires) – 2:44 (Walter Donaldson, George A. Whiting)
4. A Little Kiss Each Morning – 2:57 (Harry M. Woods)
5. Prisoner of Love – 3:20 (Russ Columbo, Clarence Gaskill, Leo Robin)
6. Ain't Misbehavin' – 2:54 (Andy Razaf, Thomas Waller, Harry Brooks)

Side 2
1. Paper Doll (with Jud Conlon's Rhythmaires) – 3:01 (Johnny S. Black)
2. This Love of Mine – 2:50 (Sol Parker, Frank Sinatra, Hank Sanicola)
3. Thanks for the Memory – 3:04 (Ralph Rainger, Leo Robin)
4. Blues in the Night (with Jud Conlon's Rhythmaires) – 3:13 (Harold Arlen, Johnny Mercer)
5. Mona Lisa – 3:03 (Ray Evans, Jay Livingston)
6. Memories Are Made of This – 3:00 (Terry Gilkyson, Richard Dehr, Frank Miller)